# Frano Ivanišević
Frano Ivanišević, též Frane Ivanišević (1. ledna 1863 Jesenice – 4. nebo 9. června nebo 6. července 1947 Jesenice), byl rakouský římskokatolický duchovní a politik chorvatské národnosti z Dalmácie, na počátku 20. století poslanec Říšské rady.

## Biografie
Byl duchovním v Jesenicích. Působil zde jako farář, zástupce děkana a spisovatel. Roku 1883 absolvoval klasické gymnázium ve Splitu, roku 1887 pak kněžský seminář v Zadaru. Byl vysvěcen na kněze. V letech 1887–1889 a 1890–1891 působil jako prefekt semináře ve Splitu, v letech 1891–1894 byl suplentem na reálné škole ve Splitu. V období let 1895–1887 byl farářem, přičemž v letech 1899–1911 působil jako farář v rodných Jesenicích. V roce 1912 odešel do penze.
Angažoval se veřejně a politicky. Podílel se na založení novin Pučki list ve Splitu v roce 1891 a po jistou dobu byl i jeho šéfredaktorem. Podporoval družstevnictví. Zajímal se o etnografii a prosazoval hlaholici v katolické liturgii.
Působil i jako poslanec Říšské rady (celostátního parlamentu Předlitavska), kam usedl ve volbách do Říšské rady roku 1907, konaných poprvé podle všeobecného a rovného volebního práva. Byl zvolen za obvod Dalmácie 05. Po volbách roku 1907 byl uváděn coby člen poslaneckého Slovinského klubu (chorvatského klubu). Patřil k národní Chorvatské straně (Hrvatska stranka).
V letech 1933–1939 byl senátorem parlamentu Jugoslávie.